# Памич, Ален
А́лен Па́мич (хорв. Alen Pamić; 15 октября 1989, Жминь — 21 июня 2013, Маружини) — хорватский футболист, полузащитник.
Играл за «Карловац» и «Риеку», привлекался в юношеские сборные страны. Один сезон провёл в бельгийском «Стандарде». Вернувшись в Хорватию, выступал за «Истру» под руководством своего отца Игора Памича.
Умер 21 июня 2013 года от остановки сердца перед контрольным матчем «Истры» со своей молодёжной командой.
Младший брат Памича Звонко — также профессиональный футболист.
Был похоронен в Жмине.